# 幣原坦
幣原 坦（しではら たいら、1870年10月12日（明治3年9月18日） - 1953年（昭和28年）6月29日）は、日本の東洋史学者、教育行政官。幼名・徳治郎（とくじろう）。名前の「坦」は「たん」と読まれることもある。
本職は朝鮮史を専攻する歴史家だが、戦前の統治行政・統治教育を推進した官僚、教育者としても知られている。

## 来歴・人物
大阪府北河内郡門真村（現・大阪府門真市）の旧家である幣原家の長男として生まれる。父・新治郎は市川家に生まれ幣原家の婿養子となっている。坦の次弟は後に外交官・政治家として活動し戦後に内閣総理大臣となった幣原喜重郎である。
1882年（明治15年）泊園書院（現・ 関西大学）で漢学を学び、1893年（明治26年）東京帝国大学文科大学国史学科卒業。鹿児島高等中学造士館教授、山梨県尋常中学校長、東京高等師範学校教授、韓国学部学政参与官、文部省視学官、東京帝国大学教授を歴任した後1913年（大正2年）広島高等師範学校長となった。文部省図書局長も務めている。
1910年（明治43年）欧米諸国にゆき、教育制度の考察をした。この時期で西洋教育の認識を深め、後の台北帝国大学の設立に大きい影響を与えた。1923年「台湾の学術の価値」という学術論文を発表。1924年再び欧米で文化史を研究した。
親友伊澤多喜男の誘いで、台湾にゆき、台北帝国大学の創設に努力し、1928年（昭和3年）同大学初代総長に就任。彼の念願のひとつは、台北帝国大学は少なくとも3つの学部を所有し、総合型大学の条件に満たすことであった。太平洋戦争の勃発後の1942年（昭和17年）興南錬成院（大東亜錬成院）の初代院長になる。敗戦後の1946年（昭和21年）枢密顧問官に就任。
1953年（昭和28年）6月29日に大阪で病没。墓所は門真市御堂町の願得寺。法名は従容院釈信誓。

## 親族
妻のタエ（明治13年生まれ）は、化学者熊沢善庵（1845－1906）の長女。熊沢は奈良県郡山町（現・大和郡山市）の御典医の家系で蘭学を修め、明治4年に北白川宮能久親王随行員としてドイツ留学後、東京薬学校（現・東京薬大）教授、大阪セメント技師長などを務めた人物。
次女・澄江は農芸化学者・古在由直の長男・由正と結婚した。天文学者の古在由秀は由正・澄江夫妻の長男であり、坦にとっては孫にあたる。
次弟の喜重郎の妻・雅子は三菱財閥の創始者・岩崎弥太郎の四女であるから、幣原家は古在家及び三菱の創業者一族・岩崎家と縁続きになっているといえる。また、喜重郎・雅子夫妻の長男で坦にとっては甥にあたる道太郎は獨協大学教授を務めた国文学者である。
弁護士で第二東京弁護士会元副会長の幣原廣は坦の長男の顕の子で、坦にとっては孫にあたる。弁護士会の委員会活動に積極的で、極めて多数の委員会に所属しているため、多重債務者にひっかけて、「多重会務者」などと呼ばれている。
幣原の名前の由来は先祖が石清水八幡宮に奉納する御幣を制作していたからとされる。

## 栄典
位階
- 1893年（明治26年）10月10日 - 正八位[15]
- 1896年（明治29年）1月20日 - 従七位[15]
- 1901年（明治34年）3月11日 - 正七位[15]
- 1908年（明治41年）3月30日 - 従六位[15][16]
- 1910年（明治43年）5月21日 - 正六位[15]
- 1912年（明治45年）7月10日 - 従五位[15]
- 1914年（大正3年）9月10日 - 正五位[15]
- 1919年（大正8年）10月20日 - 従四位[15]
- 1926年（大正15年）7月2日 -  正四位[15][17]
- 1933年（昭和8年）4月15日 - 従三位[15][18]
- 1944年（昭和19年）4月28日 - 正三位[15]

勲章等
- 1913年（大正2年）
  - 6月18日 - 勲六等瑞宝章[15]
  - 8月1日 - 韓国併合記念章[15]
- 1915年（大正4年）
  - 1月30日 - 勲五等瑞宝章[15]
  - 11月10日 - 大礼記念章（大正）[15]
- 1916年（大正5年）4月28日 - 勲四等瑞宝章[15]
- 1920年（大正9年）4月23日 - 勲三等瑞宝章[15]
- 1931年（昭和6年）1月21日 - 勲二等瑞宝章[15]
- 1939年（昭和14年）5月1日 - 勲一等瑞宝章[15]

外国勲章佩用允許
- 1907年（明治40年）6月13日 - 大韓帝国：勲三等太極章[19]

## 著作
著書・編書

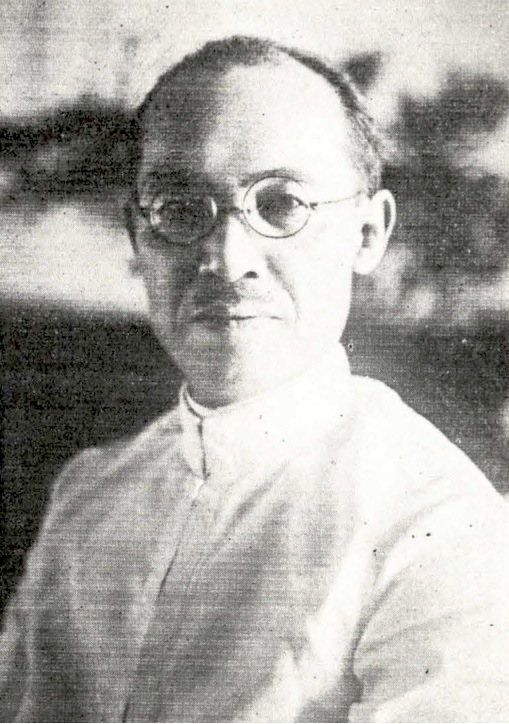
幣原坦

- 『女子教育』 集英堂、1898年2月
- 『南島沿革史論』 冨山房、1898年6月
- 『教育漫筆』 金港堂書籍、1902年6月
- 『日露間之韓国』 博文館、1905年12月 ／ 龍渓書舎〈韓国併合史研究資料〉、2009年12月、ISBN 9784844701996
- 『韓国政争志』 三省堂、1907年6月
  - 『韓国併合史研究資料 21』 龍渓書舎、1996年11月、ISBN 4844764594
- 『学校論』 同文館、1909年11月 ／ クレス出版〈近代日本学校教育論講座〉、2001年12月
- 『世界小観』 宝文館、1912年6月
- 『殖民地教育』 同文館、1912年10月
- 『日韓関係よりの対州研究』 広島高等師範学校地理歴史学会、1913年12月
- 『満洲観』 宝文館、1916年1月
- 『少青年の犯罪防遏政策に就いて』 内務省地方局、1917年12月
- 『朝鮮教育論』 六盟館、1919年2月 ／ 龍渓書舎〈韓国併合史研究資料〉、2005年10月、ISBN 4844755064
- 『朝鮮史話』 冨山房、1924年12月
  - 『朝鮮史話』 冨山房、1925年3月三版
  - 広瀬順晧編・解説 『日本植民地下の朝鮮研究 8』 クレス出版、2011年6月、ISBN 9784877335939
- 『世界の変遷を見る』 冨山房、1926年2月
- 『南方文化の建設へ』 冨山房、1938年11月
- 『興亜の修養』 明世堂書店、1941年
- 『国史上南洋発展の一面』 東洋経済研究所〈南洋資料〉、1941年11月
- 『大東亜の成育』 東洋経済新報社出版部、1941年12月
- 『極東文化の交流』 関書院、1949年6月
- 『文化の建設 : 幣原坦六十年回想記』 吉川弘文館、1953年2月 ／ ゆまに書房〈植民地帝国人物叢書〉、2010年5月、ISBN 9784843333884